# Габріель Мюнтер
Габріель Мюнтер (нім. Gabriele Münter; 19 лютого 1877, Берлін — 19 травня 1962, Мурнау-ам-Штаффельзе) — німецька художниця-експресіоністка, яка на початку XX століття стояла на передовій мюнхенського авангарду. Навчалася і жила у художника Василя Кандинського та була членкинею засновників експресіоністської групи «Синій вершник» (нім. Der Blaue Reiter).

## Раннє життя
Народилася у сім'ї вищого середнього класу в Берліні. Незалежно від часу її родина підтримувала її бажання стати художницею. Почала малювати ще в дитинстві. Зростаючи, Мюнтер мала приватного репетитора. У 1897 році, у двадцятирічному віці, Мюнтер пройшла мистецьку підготовку в Дюссельдорфській студії художника Ернста Боша, а згодом у Даменшуле (жіноча школа) Віллі Плаца.
До того часу, як їй було 21 рік, батьки померли, і вона жила вдома без занять. У 1898 році вона вирішила здійснити подорож до Америки зі своєю сестрою, щоб відвідати багатодітну родину. Вони пробули в Америці більше двох років, головним чином у штатах Техас, Арканзас та Міссурі; вдалося зберегти шість зошитів з періоду Мюнтер в Америці, що зображували людей, рослин і пейзажі. Обидві дівчини успадкували велику суму грошей, що дозволило їм жити вільно і незалежно. Її дитинство та рання доросле життя значно вплинули на її майбутню мистецьку кар'єру. У неї було вільне і необмежене життя. Життя в Америці та Європі дало її соціальне опромінення, якого у багатьох жінок тоді не було. Вона вивчала техніку різьби по дереву, скульптуру, живопис та друк.
У 1901 році вона відвідувала заняття для початківців Максиміліана Дасіо в жіночій Академії (Мюнхенська асоціація художників). Потім Мюнтер навчалася у школі Фаланга в Мюнхені, авангардному закладі, заснованому російським художником Василем Кандинським. У школі Фаланга Мюнтер відвідувала курси скульптури, які викладав Вільгельм Гюсген. Мюнтер навчалася поза офіційними академіями мистецтв у Мюнхені та Дюссельдорфі, оскільки вони були закриті для жінок. У школі Фаланга Мюнтер познайомилася з постімпресіонізмом та технікою маркування палетним ножем та пензлем. Її яскраві кольори та сміливі контури дещо випливали з Гогена та Фове, якими вона захоплювалася. Поряд з цим її надихало баварське народне мистецтво, зокрема техніка живопису із зворотним склом (Hinterglasmalerei німецькою мовою).

Незабаром Мюнтер стала професійно займатися з Кандинським. Це врешті обернулося особистими стосунками, які тривали понад десятиліття. Кандинський був першим учителем, який насправді сприйняв мистецькі здібності дівчини серйозно. Влітку 1902 року Кандинський запропонував Мюнтер приєднатися до нього на його літніх уроках живопису, що знаходиться в Альпах, і вона погодилася. 
Спочатку я відчував великі труднощі з моїми килимками — я маю на увазі те, що французи називають "la touche de pinceau". Тож Кандинський навчив мене, як досягти ефектів, яких я хотіла, за допомогою ножа для палітри... Основна моя складність полягала в тому, що я не могла малювати досить швидко. Мої картини - це всі моменти життя - я маю на увазі миттєві візуальні переживання, як правило, відзначаються дуже швидко та спонтанно. Коли я починаю малювати, це як раптово стрибати в глибокі води, і я ніколи заздалегідь не знаю, чи зможу я плавати. Що ж, саме Кандинський навчив мене техніці плавання. Я маю на увазі, що він навчив мене працювати досить швидко і з достатньою впевненістю в собі, щоб зуміти досягти свого роду швидкого і спонтанного запису моментів життя.— Gabriele Münter, Reinhold Heller, Gabriele Münter: The Years of Expressionism 1903–1920. New York: Presteverlag, 1997.

## Робота
Мюнтер сильно орієнтувалася на німецький експресіонізм, і вона працювала в різних середовищах, включаючи значну продукцію в деревині та лінограві. Вона вела журнал і документувала свої подорожі найсучаснішою камерою. Вона була знайома з багатьма більш відомими художниками того часу; в одному зі своїх журналів вона заявила, що хоче вчитися у художників-авангардистів у Франції.

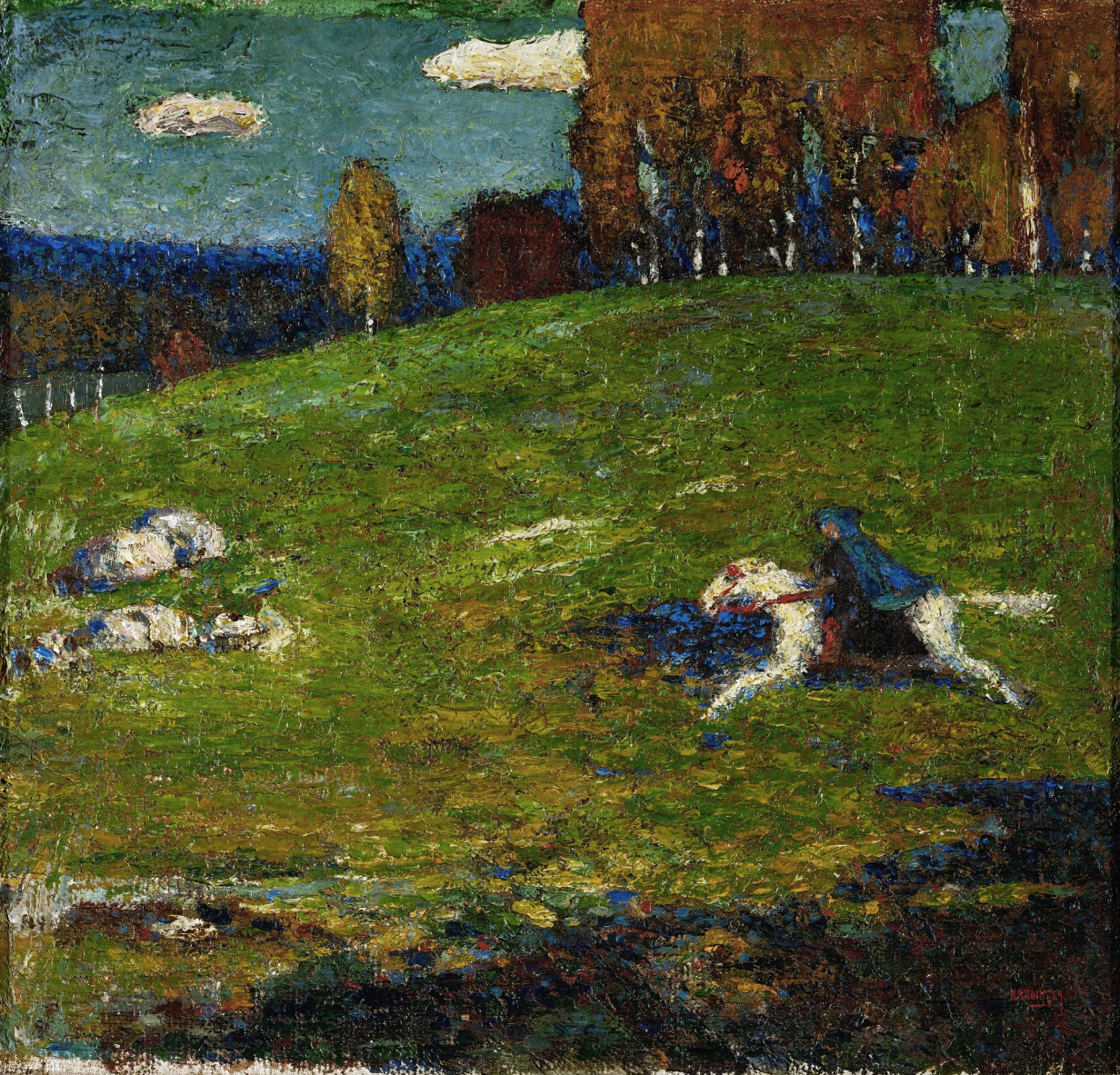
Синій вершник Кандинського (Der Blaue Reiter), 1903

Мюнтер була частиною невеликої підгрупи художників, що активно перетворювали живопис пізнього імпресіонізму, неоімпресіонізму та югендстіля (або модерн) у більш радикальне, не натуралістичне мистецтво, яке зараз визначається як експресіонізм. На початку у Мюнтер був великий інтерес до ландшафтів. Пейзажні картини Мюнтер використовують радикальну простоту Югендстіля та сугестивну символіку з м'яко приглушеними кольорами, згорнутим живописним простором та вирівняними формами. Вона із задоволенням вивчала світ дітей; використовуючи барвисті принти дітей та іграшок, Мюнтер демонструє акуратність та простоту форми у її відхиленні символічного змісту.
До 1908 р. її робота почала змінюватися. Робота Мюнтер, під сильним впливом Матісса і фавізму, Гогена і Ван Гога, стала більш репрезентативною і вона знайшла притулок у маленькому баварському ринковому містечку Мурнау, селі, не зачепленому індустріалізацією, прогресом та технологіями. Мюнтер купила будинок у Мурнау і провела там велику частину свого життя. Саме тут, на пейзажних картинах, вона підкреслювала природу, образні пейзажі та протидію німецькому модернізму. Пейзажі Мюнтер незвичні в тому, що вони використовують блюз, зелень, жовтизну та пінки; і колір відіграє велику роль у ранніх творах Мюнтера. Колір використовується для того, щоб викликати почуття: мальовничі, привабливі, образні та насичені фантазією. У пейзажах вона представляє село і сільську місцевість як прояви людського життя; спостерігається постійна взаємодія та співіснування з природою.
Відносини Мюнтер та Кандинського вплинули на роботу Кандинського. Він став приймати використання насичених кольорів та абстрактного експресіоністичного стилю. Мюнтер та Кандинський подорожували Європою, включаючи Нідерланди, Італію та Францію, а також Північну Африку. Саме в цей час вони познайомилися з Руссо та Матіссом. Мюнтер та Кандинський допомогли створити мюнхенську авангардну групу під назвою Асоціація нових художників (Neue Künstlervereinigung). Вона взяла участь у ряді найбільш значущих авангардних виставок Німеччини до Першої світової війни.
У 1911 р. Мюнтер була одним з перших художників, що демонстрували разом з німецькою групою експресіоністів Кандинського, відомою як «Синій вершник» (нім. Der Blaue Reiter). У межах групи мистецькі підходи та цілі відрізнялися серед художників; однак вони поділяли загальне бажання висловлювати духовні істини через мистецтво. Вони відстоювали сучасне мистецтво, зв'язок між візуальним мистецтвом та музикою, духовними та символічними асоціаціями кольорів та спонтанним, інтуїтивним підходом до живопису в його русі до абстракції.
У творчості Мюнтер відбувається перехід від копіювання природи більш-менш імпресіоністично до відчуття її змісту, абстрагування та складання витягу. Зростав інтерес до малювання духу сучасної цивілізації, її соціальних і політичних потрясінь та тяжіння до матеріалізму та відчуження. Мюнтер зазначила, що картини — це всі моменти життя: миттєві візуальні переживання, як правило, швидкі та спонтанні; у кожній її картині є своя ідентичність, своя форма та власна функція.
Для Мюнтер саме використання кольору висловлює ці ідеї. Німецькі експресіоністи просувались до примітивного мистецтва як модель абстракції або нерепрезентативне, неакадемічне, небуржуазне мистецтво. Німецький художник шукав не гармонію зовнішнього вигляду, а таємничість, приховану за зовнішньою формою. Він (або вона) цікавився душею речей, бажаючи розкласти її оголеною.

## Пізніші роки

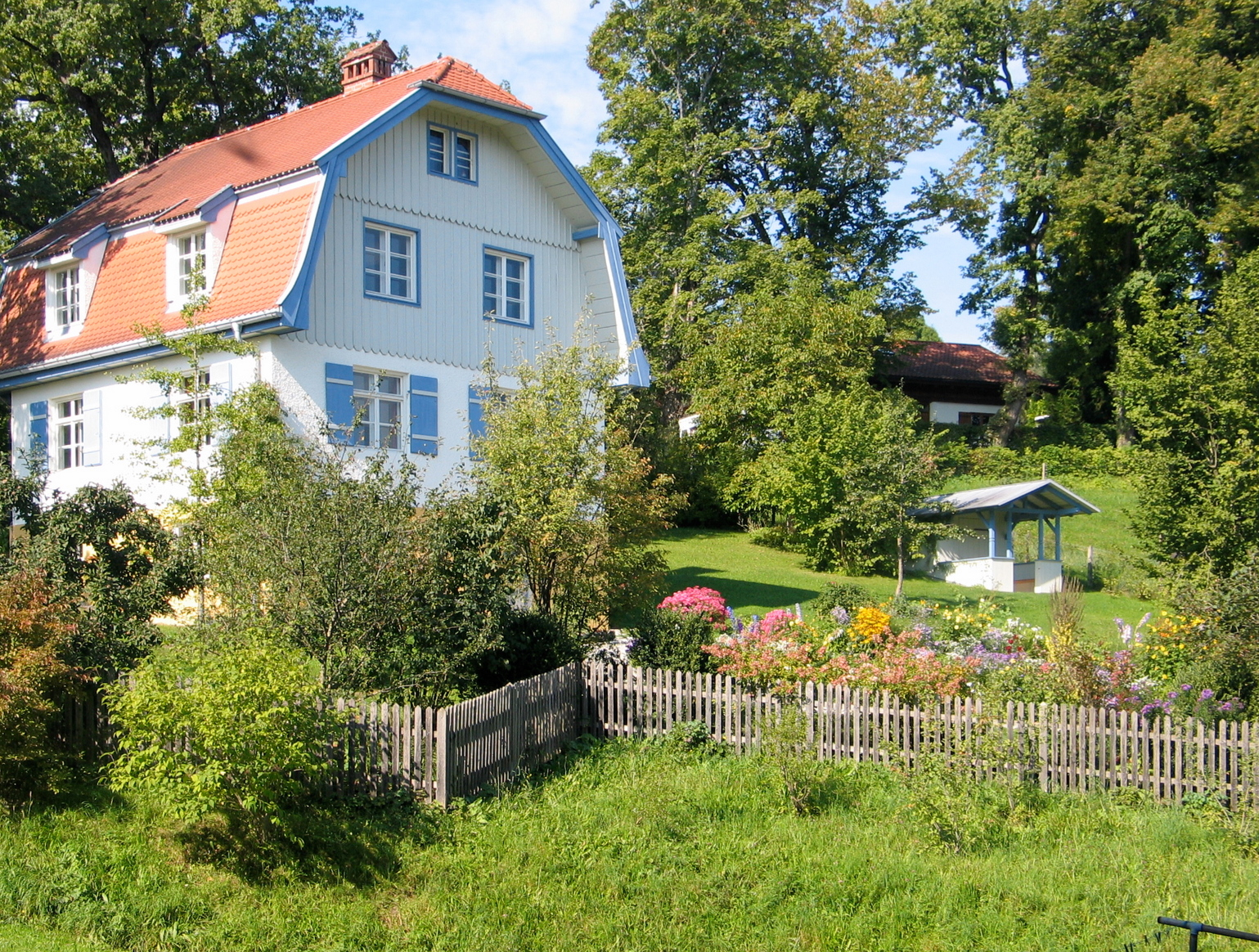
Будинок Габріель Мюнтер в Мурнау

Коли почалася Перша світова війна, Мюнтер та Кандинський переїхали до Швейцарії. У 1914 році Кандинський повернувся до Росії без неї, а його шлюб у 1917 році з Ніною Андріївською поклав кінець відносинам Мюнтер та Кандинського. Згодом наставав період бездіяльності в її художній кар'єрі. Вона повернула низку картин та малюнків Кандинському, а інші речі зберігала на складі протягом багатьох років. Вона відновила живопис у кінці 1920-х років після того, як після війни переїхала до Німеччини разом з Йоганнесом Ейхнером.
У 30-х роках, коли напруга почала охоплювати Європу, а нацистський уряд в Німеччині засудив модерністські рухи, вона всю мистецьку роботу, виконану нею, Кандінським та іншими членами Блей-Рейтера перевезла до свого будинку, де вона їх приховала. Незважаючи на свої фінансові проблеми, вона берегла їх під час Другої світової війни. За допомогою декількох обшуків вдома, витвори так і не знайшли.
На свій вісімдесятий день народження Мюнтер подарувала всю колекцію, яка складалася з понад 80 олійних картин та 330 малюнків, Städtische Galerie у м. Мюнхен Lenbachhaus. У 1956 році Мюнтер отримала кілька нагород, таких як премія з культури міста Мюнхен. Робота Мюнтер була виставлена в 1960-х роках у США вперше і була показана в Мангейм-Кунстхаллі в 1961 році. Коли вона була з Йоганнесом Ейхнером, вона все ще продовжувала представляти рух.
Був створений фонд Габріель Мюнтер та Йоганнеса Ейхнера, який став цінним дослідницьким центром мистецтва Мюнтер, а також мистецтва, яким займалася група Blaue Reiter. Мюнтер прожила решту свого життя в Мурнау, подорожуючи туди-сюди до Мюнхена. Вона померла вдома в Мурнау-ам-Штафельзе 19 травня 1962 року.
У 2018 році в Луїзіанському музеї сучасного мистецтва Копенгагена, Данія, відбулася виставка з травня по серпень з близько 130 робіт Габріель Мюнтер, багато з яких були показані вперше, у першій всеосяжній ретроспективі художниці за десятиліття.

## Стиль
Стиль Мюнтер розвивався протягом її кар'єри. Її ранні роботи з часів у школі Фаланга показують широке використання палітрового ножа та обмежену колірну гамму жовтого, зеленого та коричневого кольору. Наступні її пейзажі, багато з яких були намальовані в Мурнау, мали сильні контури навколо палітри синього, зеленого, жовтого та рожевого кольору, часто з червоним кольором для наголосу. Протягом усієї своєї кар'єри колір продовжував відігравати значну роль у її творчості. На початку 1920-х р. Мюнтер малювала портрети з мінімальною лінійкою та чіткістю композиції, що цінувались у колах Нова речевість того часу.

## Галерея творів

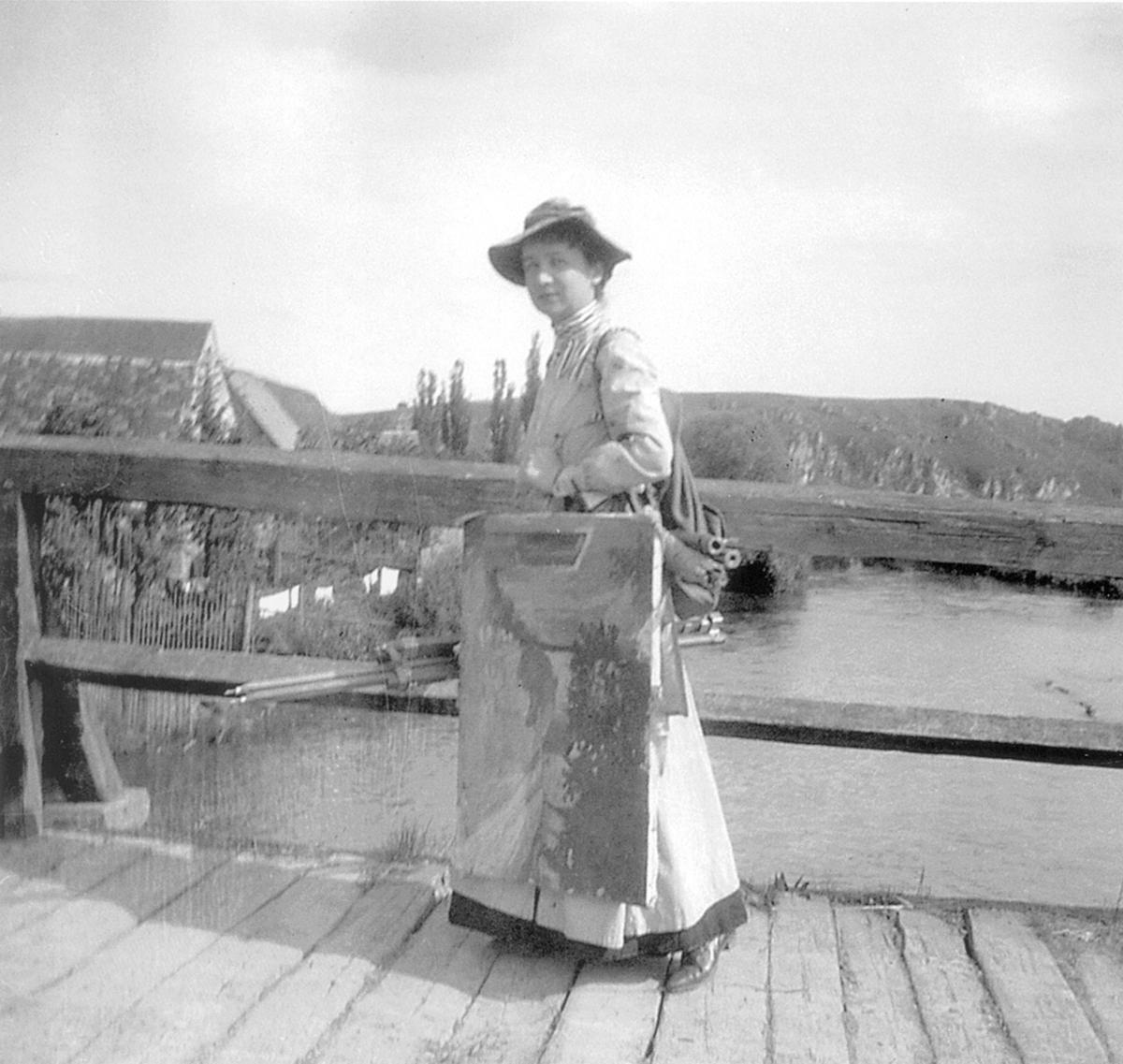
Фото Мюнтер в Kallmünz 1903 року, із свіжим пофарбованим полотном